# În căutarea Ereborului
"în căutarea Ereborului" (titlu original "The Quest of Erebor") este o poveste fantasy scrisă de J. R. R. Tolkien, publicată postum de fiul său, Christopher Tolkien, în Povești neterminate (1980). În ea se explică cum și de ce Gandalf a aranjat recucerirea Muntelui Singuratic (Erebor în sindarină), aventură relatată cu mulți ani înainte în Hobbitul, din perspectiva lui Bilbo Baggins.
Expresia Căutarea Ereborului poate fi și o referire la căutarea din Hobbitul. Mai multe detalii despre această cutare se găsesc în articolul despre Hobbitul.

## Istoria
"În căutarea Ereborului" a fost scrisă în anii '50, ca parte a anexei Stăpânului inelelor, dar Tolkien a ales să nu o includă din cauza limitărilor impuse de spațiu, doar o versiune prescurtată fiind prezentată în Anexa A, III Oamenii lui Durin. Deși niciunul dintre manuscrisele originale nu era datat, se poate deduce că povestea nu a fost scrisă înainte de 29 septembrie 1953 — data la care Tolkien a primit primul exemplar din Frăția inelului. O notă din prima ciornă cunoscută face referire la un număr de pagină din Frăție.
Există mai multe manuscrise legate de această operă. Prima formă în care a fost publicată povestea a apărut în Povești neterminate (1980), compilată de fiul lui Tolkien, Christopher. La sfârșitul acestei versiuni, Christopher a inclus fragmente dintr-un manuscris mai vechi și mai lung, publicat ulterior în întregime în The Annotated Hobbit. Cea mai veche ciornă cunoscută a fost găsită ulterior și a fost publicată în The Peoples of Middle-earth (1996), ca parte a istoriei din Anexa A.

## Rezumat
"În căutarea Ereborului" este scrisă la persoana întâi, din perspectiva lui Frodo Baggins. Cu toate acestea, aproape întreg textul reprezintă o poveste spusă de Gandalf la rugămintea lui Frodo în Minas Tirith, după încoronarea Regelui King Elessar.
Gandalf știa că dragonul Smaug ar fi reprezentat o amenințare serioasă dacă ar fi fost folosit de Sauron, în loc să stea în Dol Guldur. El se gândea la acest lucru atunci când a dat peste Thorin Scut de Stejat în Bree. Thorin era și el preocupat de Smaug, căutând răzbunare și dorin să recupereze comoarea piticilor din Muntele Singuratic. Gandalf a fost de acord să îl ajute pe Thorin.
Deși părea o alegere nepotrivită, Gandalf s-a gândit la Bilbo pentru a-i însoți pe Thorin și piticii săi dintr-o serie de motive. În primul rând, a observat că Bilbo este mai interesat de lumea largă decât ceilalți hobbiți, fiind astfel mai predispus la aventură. Un alt motiv a fost acela că Smaug nu ar fi recunoscut mirosul unui hobbit, lucru care constituia un avantaj într-o operațiune sub acoperire și care era extrem de probabil să distragă atenția dragonului. Thorin nu avea o părere prea bună despre hobbiți, iar includerea lui Bilbo în expediție putea preveni acțiunile necugetate din partea lui Thorin, cum ar fi fost provocarea pe față a lui Smaug.
Lui Gandalf nu i-a fost ușor să demoleze obiecțiile lui Thorin legate de participarea lui Bilbo la expediție. Thorin era de părere că Bilbo nu este în stare să îi ajute în aventura lor și că Gandalf se amesteca în afacerile lui din motive personale. După o dezbatere îndelungată, Gandalf a reușit să îl convingă pe Thorin, mai ales din cauza unei mici neatenții din partea lui Thorin, pe care Gandalf a exploatat-o. În plus, loialitatea arătată de Gandalf față de prietenia cu hobbitul l-a sensibilizat pe Thorin, făcându-l mai receptiv la ideea întâlnirii cu Bilbo.
Povestea servește mai multor scopuri. În timp ce Hobbitul este scrisă aproape în întregime din perspectiva lui Bilbo Baggins și conține prea puține lucruri pe care el să nu le fi experimentat sau la care să nu fi asistat direct, "În căutarea Ereborului" detaliază evenimentel din poveste și de dinaintea ei. În ea se explică de ce a vrut Gandalf ca Bilbo să participe la întreprinderea lui Thorin și de ce au fost de acord piticii să îl accepte. Acest demers ajută la plasarea Hobbitului pe picior de egalitate cu Stăpânul inelelor. Hobbitul este o carte pentru copii, lucrurile prezentate nu sunt luate prea în serios și nu necesită prea multe explicații. Pe de altă parte, Stăpânul inelelor are un ton mai grav, iar informațiile suplimentare furnizate de "În căutarea Ereborului" ajută la explicarea motivelor aflate sub semnul întrebării ale personajelor din Hobbitul.

## De consultat
- Hobbitul